# Exalphus lichenophorus
Exalphus lichenophorus es una especie de escarabajo longicornio del género Exalphus, tribu Acanthoderini, subfamilia Lamiinae. Fue descrita científicamente por Lane en 1965.
La especie se mantiene activa durante los meses de enero, julio y diciembre.

## Descripción
Mide 13 milímetros de longitud.

## Distribución
Se distribuye por Guayana, Guayana Francesa y Surinam.